# Kosowinowe Oczko

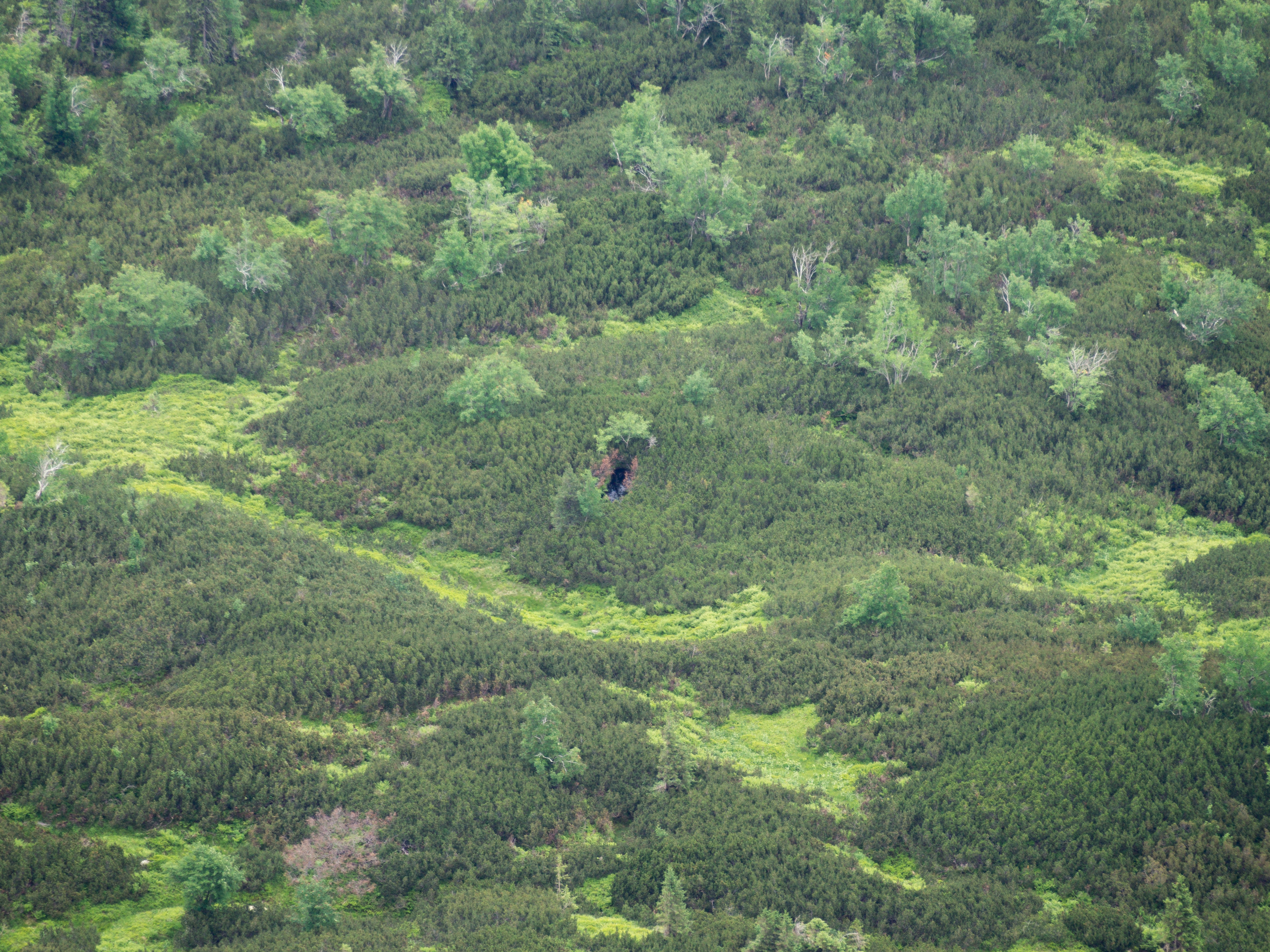
Kosowinowe Oczko

Der Kosowinowe Auge (pl. Kosowinowe Oczko) in Polen ist ein Gletschersee im Tal Pyszniańska (pl. Dolina Pyszniańska) in der Westtatra. Er befindet sich in der Gemeinde Kościelisko. In der Nähe des Sees befindet sich die Ornak-Hütte. Er befindet sich in einem Naturreservat und ist für Touristen nicht zugänglich.

## Belege
- Zofia Radwańska-Paryska, Witold Henryk Paryski, Wielka encyklopedia tatrzańska, Poronin, Wyd. Górskie, 2004, ISBN 83-7104-009-1.
- Tatry Wysokie słowackie i polskie. Mapa turystyczna 1:25000, Warszawa, 2005/06, Polkart ISBN 83-87873-26-8.